# Ateuchus luciae
Ateuchus luciae är en skalbaggsart som beskrevs av Matthews 1966. Ateuchus luciae ingår i släktet Ateuchus och familjen bladhorningar. Inga underarter finns listade.